# Décès en 1232
Décès
- 1228
- 1229
- 1230
- 1231
- 1232
- 1233
- 1234
- 1235
- 1236

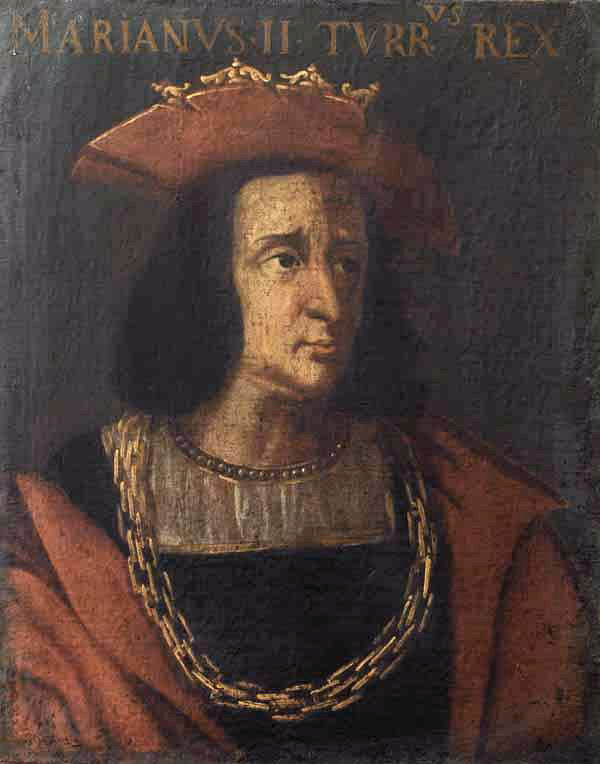
Mariano II de Torres, mort en 1232.

Cette page dresse une liste de personnalités mortes au cours de l'année 1232 :
- 28 janvier : Pierre de Montaigu, 15e grand maître des Templiers.
- 7 juin : Lorenz (évêque de Wrocław).
- 9 août : Simon de Sully, archevêque de Bourges, cardinal-prêtre de S. Cecilia.
- 9 octobre : Tolui, dernier fils de Genghis Khan[1].
- 15 octobre : Albert de Käfernburg, dix-huitième archevêque de Magdebourg.
- 26 octobre : Ranulph de Blondeville, 6e comte de Chester et 1er comte de Lincoln, vicomte héréditaire de l'Avranchin et du Bessin.

- Abu al-Ala Idris al-Mamun, calife almohade.
- Benedetta de Cagliari, Juge de Cagliari.
- Mariano II de Torres, juge de Logudoro, de Gallura et prétendant au Judicat d'Arborée.
- Myōe, moine bouddhiste japonais de l'époque de Kamakura.
- Patrick Dunbar (1e comte de Dunbar).
- Rodolphe II l'Ancien, landgrave de Haute-Alsace.
- Tolui, père de Kubilai Khan, fondateur de la dynastie chinoise des Yuan.

date incertaine (vers 1232)
- Nasu no Yoichi, samouraï de la fin de l'ère Heian.
- Raymond de Pons, évêque de Périgueux et cardinal français.

## Crédit d'auteurs
- Cet article est partiellement ou en totalité issu de l'article intitulé « 1232 » (voir la liste des auteurs).